# ميريبيل (آن)
ميريبيل (بالفرنسية: Miribel)‏ هي بلدية فرنسية تقع في إقليم الآن في فرنسا. رمز إنسي لها هو:1249. أما الرمز البريدي لها فهو: 1700.